# 奉日王
奉日王（ほうにちおう、または参、? - 紀元前578年）は、第24代箕子朝鮮王。王在位期間は、紀元前594年 - 紀元前578年。諡は奉日王。諱は参。王位は昌徳王（僅）が継承。